# Saint-Usage (Côte-d'Or)
Saint-Usage é uma comuna francesa na região administrativa da Borgonha-Franco-Condado, no departamento de Côte-d'Or. Estende-se por uma área de 9,32 km². Em 2010 a comuna tinha 1 369 habitantes (densidade: 146,9 hab./km²).